# Ad Raven
Ad Raven (17 november 1955) is een Nederlands voormalig voetballer die uitkwam voor FC Amsterdam, PEC Zwolle, sc Heerenveen en Telstar. Hij speelde als doelman.

## Statistieken
| Seizoen | Club            | Land      | Competitie     | Wed. | Goals |
| ------- | --------------- | --------- | -------------- | ---- | ----- |
| 1977/78 | FC Amsterdam    | Nederland | Eredivisie     | 4    | 0     |
| 1979/80 | PEC Zwolle      | Nederland | Eredivisie     | 1    | 0     |
| 1980/81 | PEC Zwolle      | Nederland | Eredivisie     | 18   | 0     |
| 1981/82 | PEC Zwolle      | Nederland | Eredivisie     | 26   | 0     |
| 1982/83 | PEC Zwolle '82  | Nederland | Eredivisie     | 34   | 0     |
| 1983/84 | PEC Zwolle '82  | Nederland | Eredivisie     | 0    | 0     |
| 1983/84 | → sc Heerenveen | Nederland | Eerste divisie | 30   | 0     |
| 1984/85 | PEC Zwolle '82  | Nederland | Eredivisie     | 8    | 0     |
| 1985/86 | PEC Zwolle '82  | Nederland | Eerste divisie | 25   | 0     |
| 1986/87 | PEC Zwolle '82  | Nederland | Eredivisie     | 21   | 0     |
| 1989/90 | Telstar         | Nederland | Eerste divisie | 3    | 0     |
| 1990/91 | Telstar         | Nederland | Eerste divisie | –    | 0     |
| Totaal  | Totaal          | Totaal    | Totaal         | 170  | 0     |